# Tornos spodius
Tornos spodius là một loài bướm đêm trong họ Geometridae.